# 루타카정

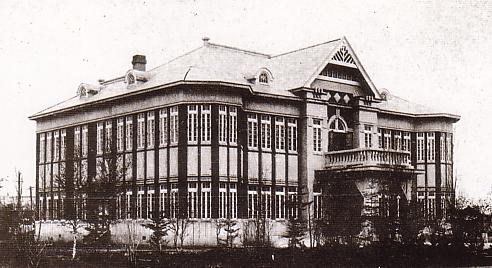
루타카 정의 건물

루타카정(일본어: 留多加町)는 일본이 지배하던 시기의 사할린에 있던 마을이다. 법적으로는 1949년 6월 1일, 국가 행정 조직법 시행에 따라 폐지되었다. 1941년 12월 1일, 인구는 7,295명이였다. 현재는 러시아가 사할린주 아니바라는 이름으로 실효 지배하고 있다.